# 準海鯰科
準海鯰科是輻鰭魚綱鯰形目的其中一科，為馬達加斯加之特有種，目前共有2屬。

## 分類
準海鯰科下分2個屬，如下：

### 準海鯰屬（Ancharius）
- 灰暗準海鯰（Ancharius fuscus）
- 暗灰準海鯰（Ancharius griseus）

### 戈海鯰屬（Gogo）
- 馬達加斯加島戈海鯰（Gogo arcuatus）
- 黑體戈海鯰（Gogo atratus）
- 短鬚戈海鯰（Gogo brevibarbis）
- 飾妝戈海鯰（Gogo ornatus）